# Heidy Rodríguez
Heidy Margarita Rodríguez Lopez (24 giugno 1993) è un'ex pallavolista cubana.
Giocava nel ruolo di opposto.

## Carriera

### Club
La carriera di Heidy Rodríguez inizia nei tornei amatoriali cubani, partecipando con la formazione provinciale di Villa Clara. Nella stagione 2016-17 riceve il permesso per giocare all'estero e sigla un accordo col Prostějov, nella Extraliga ceca, conquistando lo scudetto. In seguito non firma più alcun contratto e interrompe la propria carriera.

### Nazionale
Dopo aver fatto parte della nazionale Under-20 in occasione del campionato mondiale di categoria 2011, nel 2013 fa il suo esordio in nazionale maggiore in occasione della Coppa panamericana, per poi essere premiata come miglior opposto al campionato nordamericano 2015.

## Palmarès

### Club
- Campionato ceco: 1

2016-17

### Premi individuali
- 2015 - Campionato nordamericano: Miglior opposto